# Loi sur la mémoire démocratique
La Loi sur la mémoire démocratique (en espagnol : Ley de Memoria Democrática) est une loi espagnole qui vient compléter la Loi sur la mémoire historique de 2007. Elle est présentée par le gouvernement Sánchez II (composé du Parti socialiste ouvrier espagnol et d'Unidas Podemos et présidé par Pedro Sánchez).

## Processus législatif
Cette loi ayant pour objet la réhabilitation des victimes de la guerre civile espagnole et du régime franquiste et la fin au silence des vaincus a été très controversée[Quoi ?]. Elle a fait l'objet de nombreux débats parlementaires et au sein de la société espagnole.
La loi est votée par le Congrès des députés le 14 juillet 2022 et par le Sénat le 10 octobre de la même année.
Elle est votée par une majorité parlementaire composée du PSOE, de Podemos, du PNV, d'EH Bildu, de Más País, de Compromis et du PDECAT, l'abstention d'ERC et du BNG et les votes contre du Parti populaire, de Ciudadanos, de Vox, de Junts et de la CUP. Le Congrès des députés s'est ainsi prononcé avec 166 voix pour, 153 contre et 14 abstentions. Le Sénat s'est quant à lui prononcé avec 128 voix pour, 113 contre et 18 abstentions.
La loi est promulguée par le roi d'Espagne Felipe VI le 19 octobre 2022, publiée au Bulletin officiel de l'État le 20 octobre 2022 et entrée en vigueur le 21 octobre 2022.

## Principales  mesures

### Obtention de la nationalité espagnole
Cette loi permet aux descendants des espagnols contraints à l'exil à cause de la guerre civile et de la dictature de Franco d'obtenir la nationalité espagnole. Une instruction du 25 octobre 2022 de la direction générale de la sécurité juridique et de la foi publique sur le droit d'opter pour la nationalité espagnole est venue compléter et préciser les questions de nationalité prévues par la Loi sur la mémoire démocratique.
La loi distingue quatre cas dans lesquels les descendants d'espagnols peuvent obtenir la nationalité espagnole :
- les enfants ou petits-enfants nés à l'étranger d'une personne (père, mère, grand-père ou grand-mère) originellement espagnole ou originellement espagnole  ayant perdu ou renoncé à la nationalité espagnole à la suite de son exil pour des raisons politiques, idéologiques, de croyance ou d'orientation et d'identité sexuelles ;
- les enfants nés à l'étranger d'une mère espagnole ayant perdu sa nationalité pour avoir épousé un ressortissant étranger avant l'entrée en vigueur de la Constitution de 1978 ;
- les enfants majeurs d'une personne ayant obtenue la nationalité espagnole en vertu de la présente Loi sur la mémoire démocratique ou de la Loi sur la mémoire historique ;
- les enfants mineurs d'une personne ayant obtenue la nationalité espagnole en vertu de la présente Loi sur la mémoire démocratique.

La loi instaure un délai de deux ans, soit jusqu'au 21 octobre 2024, pour présenter une demande de nationalité aux autorités consulaires espagnoles. Ce délai est ensuite prolongé d'un an, soit jusqu'au 21 octobre 2025, par le Conseil de ministres d'Espagne.

### Recherche des disparus
La recherche des disparus devient la responsabilité de l’État espagnol. C'est à lui de financer les fouilles et les exhumations dans les fosses communes.
Il est également prévu la création d'une banque d'ADN pour faciliter leur identification et la réalisation d'une cartographie de toutes les fosses communes d'Espagne.

### Annulation des condamnations
La loi proclame le régime franquiste comme illégal et annule la plupart des condamnations prononcées par ce régime.

### Bébés «volés»
L’État espagnol reconnait le statut de victime aux « bébés volés » sous le régime franquiste.

### Création d'un parquet dédié
La loi prévoit la création d'un parquet dédié aux enquêtes sur les violations des droits humains commises durant la guerre civile et la dictature.
Il est également prévu d'établir une liste des victimes du régime franquiste.

### Suppression de titres et distinctions
L'article 41 supprime une trentaine de titres de noblesse octroyés entre 1948 et 1978, dont le duché de Franco, la seigneurie de Meirás, le marquisat d'Arias Navarro et le comté de Rodríguez de Valcárcel.
De même, l'ordre impérial du Joug et des Flèches (es), fondé par Franco en 1937 mais plus décerné après la mort du dictateur, est officiellement aboli.